# 錦城妙事
錦城妙事，是日本純種競賽馬匹。生涯活躍於中距離賽事，曾勝出京都兩歲錦標及青葉賞。

## 出賽前
2018年1月31日出生於北海道安平町北部牧場，所有權歸於母系馬主三田昌宏。
其後交由栗東訓練中心練馬師高橋義忠訓練。

## 競賽生涯

### 2歲
2020年6月28日出戰阪神競馬場2歲新馬戰，比賽初段於後方位置等待時機，於通過彎道時逐步抽出，但最終仍然未能迫近前方的野田小子以第二落敗。
其後出戰2歲未勝利戰，保持於約莫第四位左右推進，在直路一舉衝出之下逐步彈離後方對手，最終以8馬位優勢取得首勝。
稍為休養過後於10月31日出戰表列賽萩錦標，採取居中戰術下一直於有遮擋的位置逐步推進，但未能追上前方的玫瑰騎師及碧天騰躍下以第三落敗。
11月28日以京都兩歲錦標為目標，出閘後隨即放慢速度在後方位置等待時機，直至最後彎道才逐步抽出望空。進入直路後，其迅速上前並轟出不俗的末腳速度，最終衝出之下以3/4馬位優勢戰勝適度取得稍個分級賽冠軍。

### 3歲
進入2021年，其因為蹄部不適推遲復出日期，跳過原定的皋月賞並直接於5月出戰青葉賞。比賽開始後，其搶佔內欄位置並保持於先行集團的後方，於對面直路開始尋找位置加速上前，並於最後彎道處於第五左右的位置。進入直路後，其迅速調整狀態加速衝出，跑出凌厲的走勢下成功取得領先，最後亦能阻止內欄來襲的Kingston Boy取得冠軍。
其後按照計劃出戰東京優駿（日本打吡），比賽途中繼續採用居中戰術，然而於直路上未能展現出明顯的加速，最終以第十大敗。
秋季其以神戶新聞盃作為熱身，但受到爛地影響下未能於直路展開衝刺，最終以第八完賽。

### 4歲
2022年10月出戰仙后座錦標，為其時隔1年1個月再度出賽，但於其中以第十二大敗。
12月10日挑戰三級賽中日新聞盃，但再度未能發揮實力下僅跑獲第八。

### 5歲
2023年年初出戰中山金盃以第十六大敗，其後繼續挑戰中距離賽事，但於金鯱賞及大阪盃中以第十及第十四落敗。
雖然於夏季開始後其於鳴尾紀念狀態有所回復並僅敗於皇庭譜曲、Feengrotten及頌讚導航取得第四，但於下半年再度陷入低迷，出戰小倉紀念及中日新聞盃分別取得第十四及第十五。

### 6歲
進入2024年，陣營決定安排其增程出戰大長途賽事，於公開賽萬葉錦標中一直維持於較後方的位置，於直路稍微加速上前，最終跑獲入板的第五。
2月17日繼續出戰大長途賽事並以三級賽鑽石錦標為目標，比賽途中一直處於約莫第八的位置，於直路上嘗試加速超越前方賽駒，但最終戰術未能奏效下以第六完賽。
鑽石錦標後，其未有繼續出戰賽事，並於11月2日退役。

### 詳細賽績
| 日期       | 舉辦國家 | 馬場 | 距離   | 級別 | 賽事名稱     | 負重 | 騎師     | 馬號 | 出馬 | 名次 | 時間   | 頭馬（二馬）     |
| ---------- | -------- | ---- | ------ | ---- | ------------ | ---- | -------- | ---- | ---- | ---- | ------ | ---------------- |
| 28/6/2020  | 日本     | 阪神 | 草1800 |      | 2歲新馬      | 54   | 和田龍二 | 13   | 14   | 2    | 1:48.8 | 野田小子         |
| 25/7/2020  | 日本     | 新潟 | 草1800 |      | 2歲未勝利    | 54   | 和田龍二 | 6    | 13   | 1    | 1:46.5 | （Voix d'Ange）  |
| 31/10/2020 | 日本     | 京都 | 草1800 | L    | 萩錦標       | 55   | 和田龍二 | 2    | 8    | 3    | 1:48.3 | 玫瑰騎士         |
| 28/11/2020 | 日本     | 阪神 | 草2000 | GIII | 京都兩歲錦標 | 55   | 和田龍二 | 8    | 10   | 1    | 2:01.6 | （適度）         |
| 1/5/2021   | 日本     | 東京 | 草2400 | GII  | 青葉賞       | 56   | 和田龍二 | 2    | 18   | 1    | 2:25.2 | （Kingston Boy） |
| 30/5/2021  | 日本     | 東京 | 草2400 | GI   | 東京優駿     | 57   | 和田龍二 | 12   | 17   | 10   | 2:23.3 | 大帝             |
| 26/9/2021  | 日本     | 中京 | 草2200 | GII  | 神戶新聞盃   | 56   | 和田龍二 | 2    | 10   | 8    | 2:19.4 | 星光速           |
| 30/10/2022 | 日本     | 阪神 | 草1800 | L    | 仙后座錦標   | 58   | 和田龍二 | 5    | 15   | 12   | 1:46.9 | 頌讚角宿         |
| 10/12/2022 | 日本     | 中京 | 草2000 | GIII | 中日新聞盃   | 57   | 幸英明   | 4    | 18   | 8    | 1:59.8 | 絕技             |
| 5/1/2023   | 日本     | 中山 | 草2000 | GIII | 中山金盃     | 58   | 津村明秀 | 14   | 17   | 16   | 2:01.6 | 名劍             |
| 12/3/2023  | 日本     | 中京 | 草2000 | GII  | 金鯱賞       | 57   | 和田龍二 | 5    | 12   | 10   | 2:00.7 | 先見             |
| 2/5/2023   | 日本     | 阪神 | 草2000 | GI   | 大阪盃       | 58   | 和田龍二 | 5    | 16   | 14   | 1:58.9 | 金積驥           |
| 3/6/2023   | 日本     | 阪神 | 草2000 | GIII | 鳴尾紀念     | 57   | 和田龍二 | 8    | 15   | 4    | 1:59.3 | 皇庭譜曲         |
| 13/8/2023  | 日本     | 小倉 | 草2000 | GIII | 小倉紀念     | 58   | 和田龍二 | 11   | 16   | 15   | 2:00.5 | 真身             |
| 9/12/2023  | 日本     | 中京 | 草2000 | GIII | 中日新聞盃   | 57   | 和田龍二 | 17   | 17   | 14   | 1:59.8 | Yamanin Salvum   |
| 6/1/2024   | 日本     | 京都 | 草3000 | OP   | 萬葉錦標     | 57   | 藤岡康太 | 7    | 13   | 5    | 3:05.8 | Meisho Breguet   |
| 17/2/2024  | 日本     | 東京 | 草3400 | GIII | 鑽石錦標     | 57   | 戶崎圭太 | 1    | 10   | 6    | 3:31.3 | 帝王級           |

## 退役後
退役後，錦城妙事並入入種，而是成為乘騎馬，但於何處休養仍有待公佈。

## 血統簡介
父系統治地位爲日本賽駒，生涯戰績優秀，曾遠征香港出戰女皇盃取得大捷。祖父夏威夷王爲日本賽駒，生涯戰績極爲優秀，僅得一戰未能獲勝，曾勝出一級賽NHK一哩賽及東京優駿，爲日本史上首匹贏得變則二冠的賽駒。
母系Sea of Love為日本賽駒，僅於地方取得一勝。外祖父大震撼爲日本賽駒，爲日本賽馬史上第二匹無敗三冠馬，生涯出戰十四場賽事僅得兩場未能勝出，退役後配種成績亦極爲優秀。

### 血統表
| 父線：金滿寶系（淘金者系）          |                           |            |                |
| 種馬 統治地位 2007年（棗色）        | 夏威夷王 2001年（棗色）   | 金滿寶     | 淘金者         |
| 種馬 統治地位 2007年（棗色）        | 夏威夷王 2001年（棗色）   | 金滿寶     | Miesque        |
| 種馬 統治地位 2007年（棗色）        | 夏威夷王 2001年（棗色）   | Manfath    | 最後大官       |
| 種馬 統治地位 2007年（棗色）        | 夏威夷王 2001年（棗色）   | Manfath    | Pilot Bird     |
| 種馬 統治地位 2007年（棗色）        | 氣槽 1993年（棗色）       | 東來兵     | Kampala        |
| 種馬 統治地位 2007年（棗色）        | 氣槽 1993年（棗色）       | 東來兵     | Severn Bridge  |
| 種馬 統治地位 2007年（棗色）        | 氣槽 1993年（棗色）       | Dyna Carle | 北方風味       |
| 種馬 統治地位 2007年（棗色）        | 氣槽 1993年（棗色）       | Dyna Carle | Shadai Feather |
| 繁殖雌馬 Sea of Love 2012年（棗色） | 大震撼 2002年（棗色）     | 週日寧靜   | Halo           |
| 繁殖雌馬 Sea of Love 2012年（棗色） | 大震撼 2002年（棗色）     | 週日寧靜   | Wishing Well   |
| 繁殖雌馬 Sea of Love 2012年（棗色） | 大震撼 2002年（棗色）     | 風中秀髮   | Alzao          |
| 繁殖雌馬 Sea of Love 2012年（棗色） | 大震撼 2002年（棗色）     | 風中秀髮   | Burghclere     |
| 繁殖雌馬 Sea of Love 2012年（棗色） | Barancella 2001年（栗色） | Acatenango | Surumu         |
| 繁殖雌馬 Sea of Love 2012年（棗色） | Barancella 2001年（栗色） | Acatenango | Aggravate      |
| 繁殖雌馬 Sea of Love 2012年（棗色） | Barancella 2001年（栗色） | Baranciaga | Bering         |
| 繁殖雌馬 Sea of Love 2012年（棗色） | Barancella 2001年（栗色） | Baranciaga | Maxencia       |
| 雌系：號族：19                      |                           |            |                |
| 五代內近親交配：無                  |                           |            |                |

## 命名由來
名字Wonderful Town（ワンダフルタウン）出自1953年美國的一套同名音樂劇，意思為「美妙的小鎮」，香港則取意譯，翻譯為「錦城妙事」。

## 外部連結
- 錦城妙事 netkeiba.com （页面存档备份，存于）
- 血統表 （页面存档备份，存于）